# Садала I
Садала I (*Σαδάλας, д/н — бл. 79 до н. е.) — володар Одрисько-астейського царства у 87—79 роках до н. е.

## Життєпис
Син Котіса V, царя одрисько-астейського. За життя батька став його співволодарем. У 87 році до н. е. після смерті батька став царем. Відкрито перейшов на бік римлян у війні проти Мітрідата VI, царя Понту. Тоді ж спрямував на допомогу Луцію Корнелію Суллі війська на чолі з молодшим царем (парадинстом) Амадоком (IV), що брали участь у битвах при Херонеї та Орхомені 86 року до н. е. Особливу звитягу фракійські вершники виявили у битві при Херонеї, сприявши перемозі над мітрідатовим полководцем Архелаєм. У 85 році до н. е. спільно з римлянами брав участь у поході проти фракійського племені медів. Висловлюється думка, що в цей час було захоплено у полон Спартака.
На дяку за допомогу у війні проти Понтійського царства, Садала I отримав прикордонні з Македонією фракійські області. Також вдалося встановити владу над племенем сапеїв. Згодом Садала I дотримувався союзу з Римом, встановивши владу в усій центральній Фракії. У 83 році до н. е. скориставшись невдачами римлян у Другій Мітрідатовій війні проти Садали I виступили бесси, дентелети, дардани і меди. Цар зазнав поразки й втратив важливі фортеці Кабіла й Ускудама. Також сапеї здобули незалежність.
У 79 році до н. е. сприяв походу Луція Ліцинія Лукулла, який встановив зверхність над західнопонтійськими містами, що перед тим схилялися на бік Мітрідата VI. Того ж року Садала I помер. Владу успадкував син Котіс VI.